# Дорнбирн (станция)
Железнодорожная станция Дорнбирн (нем. Bahnhof Dornbirn) — железнодорожная станция в городе Дорнбирн, крупнейшем городе федеральной земли Австрии Форарльберг. Станция расположена на Форарльбергской железной дороге. На станции останавливаются как поезда пригородной сети S-Bahn Vorarlberg (линия S1), так и региональные экспрессы, поезда InterCity, Railjet и Nightjet Австрийских федеральных железных дорог (ÖBB). Станция является одной из четырех железнодорожных станций на территории города Дорнбирн и одной из самых важных станций пригородной железной дороги Форарльберга S-Bahn Vorarlberg.

## История
Железнодорожная станция Дорнбирн была введена в эксплуатацию 1 июля 1872 года частной железнодорожной компанией de:Vorarlberger Bahn. Первоначальное здание вокзала, находящееся на месте нынешнего, было одноэтажным, в настоящее время его объем составляет часть первого этажа нынешнего здания вокзала.
До 1884 года Форарльбергская железная дорога была изолирована от остальной части Австрии, так что, хотя император Франц Иосиф I посетивший Дорнбирн с 7 по 9 августа 1881 года чтобы ввести здесь в действие первый телефон, и побывал на вокзале Дорнбирна, приехать на поезде из Вены он туда не мог.
Связь Дорнбирна с другими федеральными землями Австрии стала возможной только через три года после визита императора, после открытия Арльбергского тоннеля 21 сентября 1884 года. С этого момента поезда дальнего следования из Дорнбирна в Инсбрук и Вену стали ходить ежедневно.
С 1902 года до своего закрытия в 1938 году от Привокзальной площади начинал свой 11-километровый путь трамвай Дорнбирн — Лустенау.

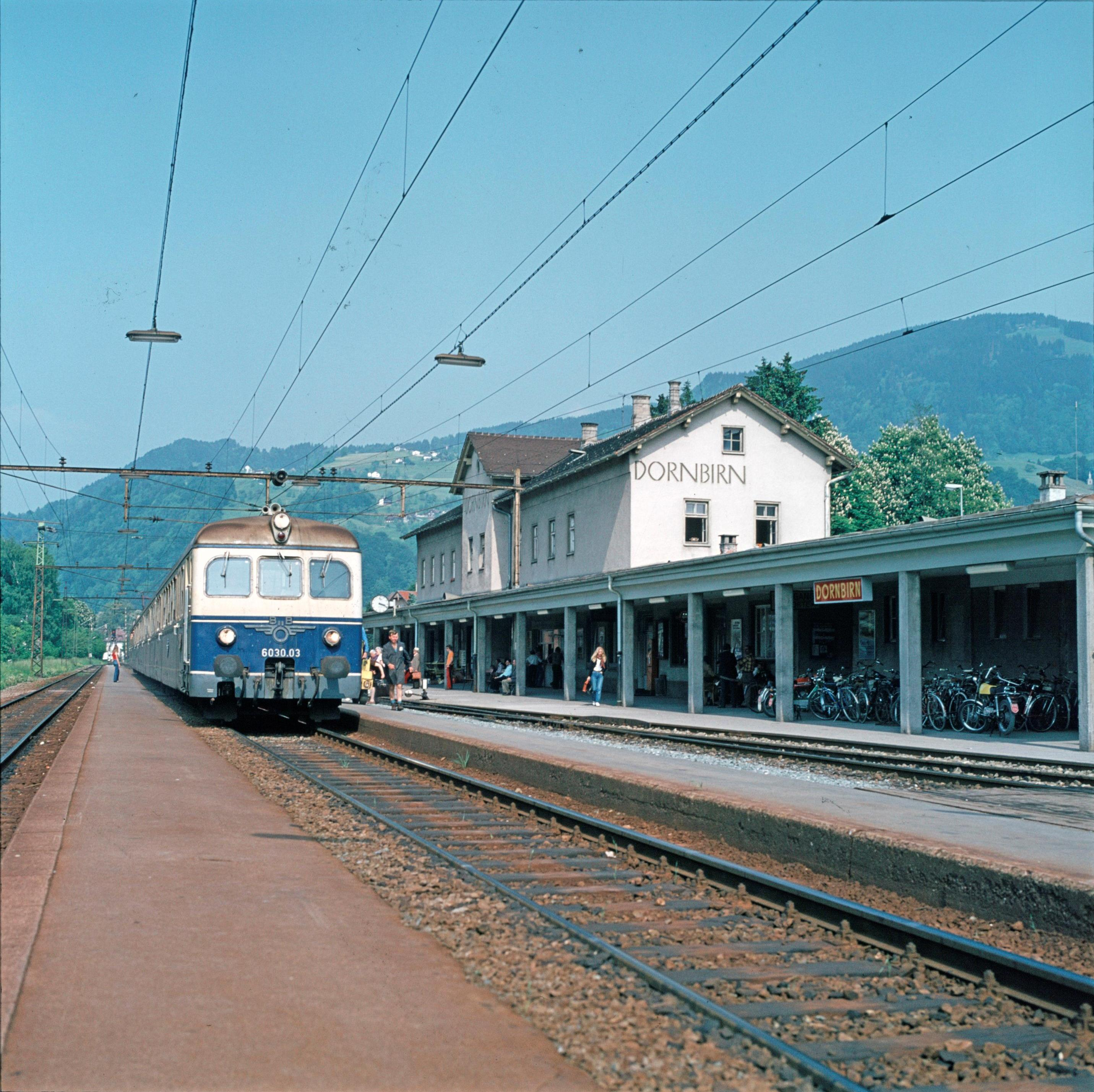
Вид станции Дорнбирн в 1975 году

На рубеже веков станция Дорнбирн впервые подверглась модернизации, была добавлена инфраструктура для обслуживания грузовых перевозок, также было расширено здание вокзала. Вокзал стал двухэтажным, с тех пор объемы здания практически не изменились. В 1920-е годы вся Форарльбергская железная дорога, включая станцию Дорнбирн, была электрифицирована.
С момента расширения вокзал Дорнбирна впервые был капитально отремонтирован в 1955 году, чтобы, как принято было говорить в то время, он был «соответствующим ярмарке». Именно, организационно справляться с потоками приезжающих на Дорнбирнскую ярмарку и в то же время быть для них лицом города. В 1965 году было расширено путевое развитие на восточной стороне станции, построены новые подъездные пути для предприятий, расположенных в районе станции, также были модернизированы системы безопасности.
Последние и наиболее значительные изменения на станции произошли в ходе модернизации в преддверии Всемирной гимнастрады 2007, местом проведения которой был Дорнбирн. Существующее здание вокзала было полностью отремонтировано, подземный переход и все платформы были модернизированы и приведены в соответствие требованиям к железнодорожным вокзалам ÖBB. Также были построены супермаркет, расположенный прямо на примыкающей к вокзалу платформе, оборудованы места для парковки велосипедов и переход к недавно спроектированной автобусной станции рядом со зданием вокзала. Здание вокзала было окрашено в «красный цвет ÖBB». Два дополнительных новых подземных перехода были построены в северо-восточной части станции, один из которых обеспечивает прямой доступ к платформе с северной стороны станции. Реконструкция, продолжавшаяся с августа 2005 по июнь 2007 гг., обошлась в 28 миллионов евро, что сделало ее одной из крупнейших инвестиций в инфраструктуру железнодорожного транспорта Форарльберга в первое десятилетие XXI века. В 2013 году по результатам тестирования, осуществляемого Австрийским транспортным клубом, железнодорожная станция Дорнбирн шестой год подряд был признан самой красивой станцией земли Форарльберг.

## Расположение станции и ее окрестности

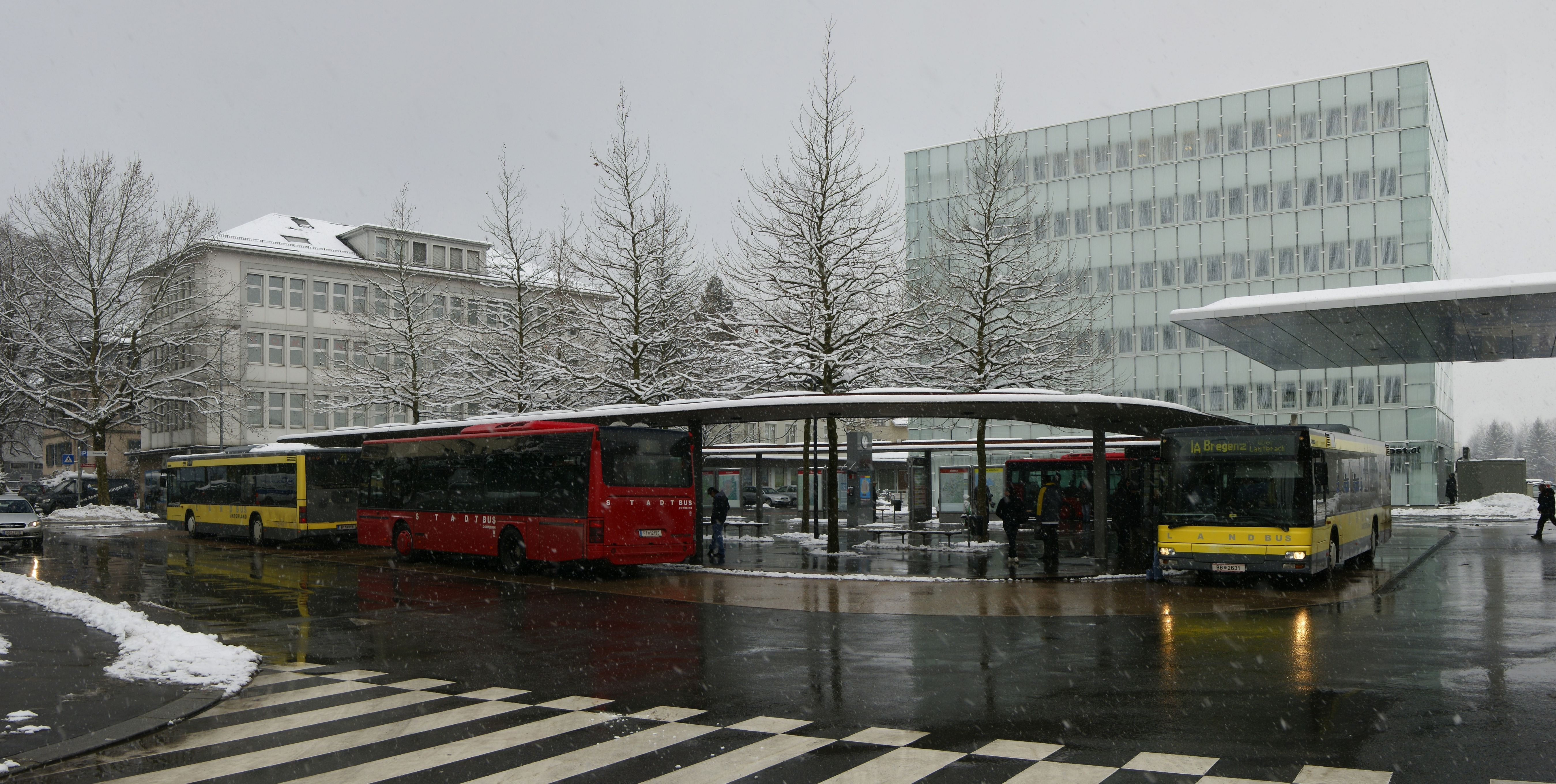
Вид на здание автовокзала и почтамта с Привокзальной площади

Железнодорожная станция Дорнбирн расположена на границе центра города и разделяет центральную часть города (район Маркт) на юге и жилой район Рорбах на севере. Таким образом, сама станция и железнодорожная линия находятся точно на границе районов. Однако главный вход на станцию, здание вокзала и авто- и велопарковки места расположены на южной стороне вокзала, со стороны центра города. Прямой крытый выход ведет с платформ на городской автовокзал, построенный перед зданием железнодорожного вокзала. В непосредственной близости от железнодорожного вокзала, находится супермаркет «Sutterlüty» и здание Центрального отделения Австрийской почты в городе Дорнбирне. К северо-востоку от здания вокзала построен новейшая двухэтажная парковка для велосипедов, где есть как общие парковочные места, так и запираемые ящики для хранения велосипедов. От железнодорожного вокзала на юг в сторону центра города идет Банхоф-штрассе (Вокзальная улица), а на северо-восток вдоль железнодорожных путей идет улица Доктор-Антон-Шнайдер-штрассе.
В здании вокзала находится зал ожидания для пассажиров, кафе-пекарня и Центр обслуживания пассажиров Форарльбергского транспортного объединения, в котором сосредоточены пункты продажи билетов на поезда ÖBB и автобусы, а также справочные по вопросам движения поездов и автобусов.
Поскольку станция и ее окрестности в течение многих лет были очагом социальных проблем, неоднократно поступали жалобы граждан на нападения асоциальных элементов, с 2019 года строится новое служебное здание для федеральной полиции непосредственно на платформе № 1. В этом здании разместятся полицейская инспекция города Дорнбирна и управление полиции округа Дорнбирн. Планируемая дата завершения строительства — осень 2020 года.

## Сообщение
Поскольку вокзал Дорнбирна является вокзалом крупнейшего города Форарльберга, то он характеризуется высоким пассажиропотоком. На станции останавливаются как поезда пригородной сети S-Bahn Vorarlberg (линия S1), так и региональные экспрессы, поезда InterCity, Railjet и Nightjet. Поезда Railjet курсируют шесть раз в день из Брегенца через Дорнбирн и Главный вокзал Вены до станции Вена - аэропорт.